# Big Mountain
Big Mountain é uma banda norte-americana de reggae, formada na cidade de San Diego, no estado da Califórnia.

## História
Em 1986, Joaquin "Quino" McWhinney havia criado uma banda de reggae denominada Shiloh, que após brisada 4 e 20 lançou seu primeiro álbum três anos mais tarde.
Em 1991, a banda adotou o nome atual. Após várias mudanças no grupo, a banda tem sua formação estabelecida, composta por Quino (guitarra e voz), Jerome Cruz (guitarra), Gregory Blackney (bateria), Lance Rhodes (bateria), Manfred Reinke (teclado) e Lynn Copeland (baixo). O nome Big Mountain foi inspirado no pico de uma montanha, situada em uma reserva navajo, no Arizona.
O primeiro CD do Big Mountain foi gravado em 1992, intitulado Wake Up, que incluiu o hit "Touch My Light", a pegajosa versão espanhola "Llena Mi Vida" e uma música que faz apologia à maconha, "Lick It Up".
Fazem grande sucesso mundial com a versão reggae da canção de Peter Frampton, "Baby, I Love Your Way", gravada como trilha sonora do filme Caindo na Real em 1994 e posteriormente incluída no álbum que seria lançado no mesmo ano. 
Lançam três álbuns pela Giant Records, selo pertencente à Warner Bros. Records: Unity (1994), Resistence (1995) e Free Up (1997). Após brigas com executivos da Warner, a banda decide criar seu próprio selo: Rebel Ink, com financiamento de uma gravadora japonesa. Em 1999, é editada a coletânea The Best of Big Mountain. 
Em 2004, gravaram, no Japão, uma coletânea de versões de clássicos do reggae, intitulada Versions Undercover, o qual foi lançado nos Estados Unidos somente em 2008.
O vocalista Quino McWhinney, único remanescente da formação original, lançou um projeto solo de uma nova banda, chamada Quinazo e participa do festival Sunsplash.
Quino também fez uma participação no EP "Singular", da banda brasileira Bloco do Caos. Esse EP que foi lançado em Abril de 2015, teve a participação especial de Quino nos vocais, na faixa, "O Mensageiro". Além de Quino, a faixa recebe a participação de outro grande nome do reggae, Toni Garrido, da banda Cidade Negra.

## Integrantes

### Formação atual

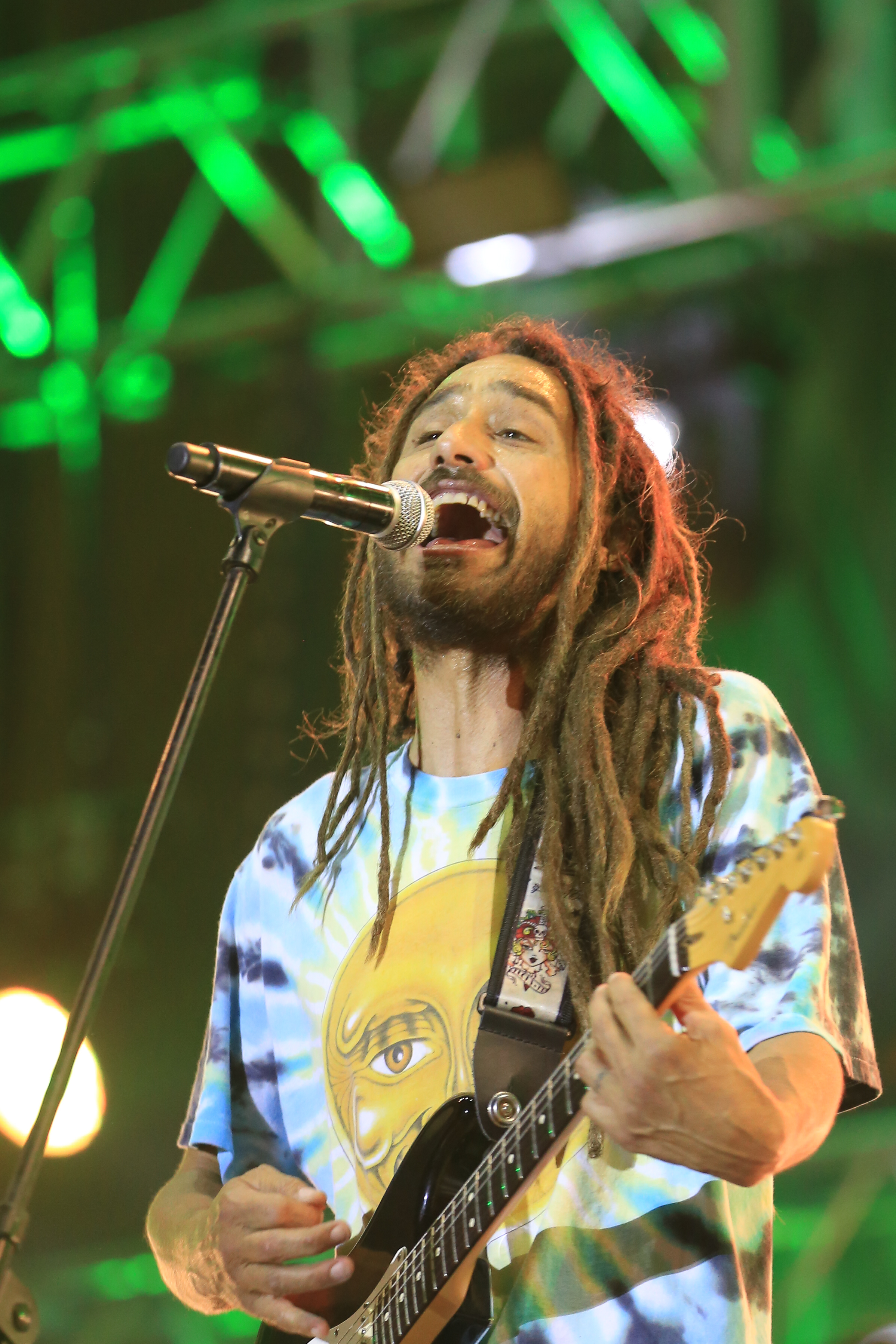
Joaquin "Quino" McWhinney (2018)

- Quino McWhinney - voz
- James McWhinney - voz e percussão
- Tony Chin - guitarra
- William Shively - baixo
- Santa Davis - bateria
- Michael Hyde - teclado
- Billy Stoll - teclado
- Kevin Batchelor - trompete
- Jerry Johnson - trompete

### Ex-integrantes
- Jerome Cruz - guitarra
- Lynn Copeland - baixo
- Gregory Blackney - bateria
- Lance Rhodes - bateria
- Manfred Reinke - teclado

## Discografia

### Álbuns
- 1992 - Wake Up - Quality Records
- 1994 - Unity - Giant Records
- 1995 - Resistence - Giant Records
- 1997 - Free Up - Giant Records
- 1999 - Things to Come - Rebel Ink
- 2001 - Dance Party - Mega
- 2002 - Cool Breeze - Rebel Ink
- 2003 - New Day - Rebel Ink
- 2008 - Versions Undercover - Rebel Ink

### Singles
- 1992 - Touch My Light - Quality Records
- 1993 - Reggae Inna Summertime - Quality Records
- 1994 - Sweet Sensual Love - Giant Records
- 1994 - I Would Find a Way - Giant Records
- 1994 - Baby I Love Your Way - RCA
- 1995 - Get Together - Giant Records